# Total War: Attila
Total War: Attila è il seguito del videogioco strategico in tempo reale Total War: Rome II.
Annunciato il 25 settembre 2014 all'EGX di Londra dalla Creative Assembly, il gioco è uscito il 17 febbraio 2015 per le piattaforme PC e Mac.
Il gioco è ambientato nel periodo del tardo Impero romano; la data di inizio è infatti il 395 d.C., anno della divisione dell'impero tra Oriente e Occidente.

## Modalità di gioco
Le modalità di gioco di Total War: Attila sono simili a quelle del suo immediato predecessore Total War: Rome II, con la possibilità di scegliere tra un prologo, durante il quale verranno spiegate le nozioni di base per quanto riguarda la gestione dell'impero e la gestione delle battaglie in tempo reale, una campagna, nella quale comanderemo una delle fazioni giocabili per compiere certi obiettivi e raggiungere la vittoria, e delle battaglie in tempo reale, online oppure contro l'intelligenza artificiale. 
La campagna comincia nel 395 d. C. e attraversa il periodo del declino dell'Impero romano d'Occidente, dando la possibilità al giocatore di devastarne i territori con orde di barbari (es. Ostrogoti o Vandali), oppure comandare vasti Stati (in primis i due Imperi romani o quello sasanide), o ancora guidare alla vittoria piccoli regni dalle grandi potenzialità (come i Franchi o i Sassoni). Successivamente sono state aggiunte molte fazioni attraverso DLC sia a pagamento sia gratuiti, come i popoli del deserto del Medio Oriente (Axum, Himyar e Tanukhidi) e popoli proto-slavi della steppa pontico-caspica (Anti, Venedi e Sclaveni).
Total War: Attila introduce alcune novità rispetto ai suoi predecessori. Innanzitutto, è stato nettamente migliorato l'albero genealogico della propria fazione, tramite la possibilità di effettuare azioni politiche più specifiche rispetto a Total War: Rome II, una gestione dei tratti dei propri generali o statisti migliorata. Altra novità sono i governatori, ossia statisti che il giocatore può far diventare governatori e che gestiscono una provincia: le abilità, ma anche i tratti negativi, di ogni governatore si riversano nella provincia governata, dando quindi bonus o malus in base ai tratti del personaggio. Un governatore potrà emanare editti, che incideranno sulla vita della provincia e differiscono da fazione a fazione. È stata migliorata anche la diplomazia, con la possibilità di effettuare nuove azioni (come combinare un matrimonio tra due personaggi di fazioni differenti) e un indicatore di miglioramento o peggioramento di rapporti con la fazione selezionata. Nella battaglia in tempo reale, due innovazioni fanno capolino: il fuoco dinamico, ossia il fatto che quando un incendio scoppia in un punto della città (in caso di battaglia in città ovviamente), il fuoco si propaga e distrugge gli edifici, dando un malus ai difensori della città e creando danni che saranno poi da riparare quando il giocatore tornerà nella mappa di campagna, e la possibilità di far fare a una propria unità un percorso specifico trascinando il mouse e dall'unità e creando un percorso a piacimento, cosa molto utile per creare tattiche di accerchiamento.
Come per i giochi precedenti a partire da Shogun 2, anche qui è possibile acquistare il sangue nelle battaglie con il DLC "Blood and Burning"; oltre a smembramenti e fuoriuscite di sangue viene aggiunto anche "l'effetto scottatura" se un soldato brucia, e altri effetti.

## Fazioni giocabili
- Impero romano d'Oriente
- Impero romano d'Occidente
- Unni
- Visigoti
- Vandali
- Impero Sassanide
- Alani
- Sassoni
- Ostrogoti
- Franchi
- Dani (DLC)
- Geati (DLC)
- Juti (DLC)
- Longobardi (DLC)
- Alemanni (DLC)
- Burgundi (DLC)
- Ebdani (DLC)
- Pitti (DLC)
- Caledoni (DLC)
- Regno di Axum (DLC)
- Himyar (DLC)
- Tanukhidi (DLC)
- Anti (DLC)
- Sclaveni (DLC)
- Venedi (DLC)
- Lakhmidi (Free DLC)
- Suebi (Free DLC)
- Unni bianchi (Free DLC)
- Garamanti  (Free DLC)

## Espansioni
SEGA ha rilasciato un primo DLC chiamato Viking Forefathers che aggiunge sia alla campagna, che al multiplayer, 3 nuove fazioni di etnia vichinga, gli Juti, i Geati ed i Dani, gratuito per chi aveva pre-ordinato il gioco. Altri DLC totalmente a pagamento sono stati rilasciati successivamente. In ordine, la CA ha rilasciato il "Longbeards Culture Pack" che contiene 3 nuove fazioni giocabili di cultura germanica (Longobardi, Alemanni e Burgundi) e il "Celts Culture Pack" che invece amplia ulteriormente l'esperienza di gioco aggiungendo 3 nuovi popoli (Ebdani, Pitti e Caledoni) che differiscono da tutti gli altri presenti nel gioco perché sono gli ultimi popoli celtici sopravvissuti alle ripetute invasioni romane. In seguito sono stati aggiunti anche gli Imperi di sabbia, i popoli del deserto Medio-orientale e Africano: il Regno di Axum, il Regno di Himyar e le orde dei Tanukhidi. Anche i Lakhmidi diventano una fazione giocabile, con a capo il re Al'Nu'man I. 

### The Last Roman
La mappa della campagna è qui limitata al Mediterraneo occidentale, comprendendo all'incirca le regioni dell'ex-Impero romano d'Occidente. Il contesto è quello della Restauratio Imperii voluta da Giustiniano I, imperatore romano d'oriente. L'Impero d'Oriente non è però direttamente giocabile; invece, il giocatore può assumere il controllo della spedizione del generale Belisario, scegliendo tra rivendicare le province occidentali all'Impero romano, oppure formare un proprio regno indipendente. La data d'inizio è il 533 d. C., all'alba della Guerra vandalica: la spedizione romana è appena sbarcata nel territorio del regno vandalo, in Africa. Contemporaneamente a questo DLC nella gran campagna sono stati aggiunti i Suebi.
Le fazioni giocabili sono:
- Spedizione Romana
- Regno dei Vandali
- Regno ostrogoto
- Regno franco
- Regno visigoto

### Age of Charlemagne
Questo DLC ricopre il periodo che segnò l'ingresso nel Medioevo vero e proprio, come il precedente The Last Roman la mappa è ridotta notevolmente e va a coincidere con la moderna Europa Occidentale e Settentrionale. La campagna inizia nel 768 d.C., anno in cui Carlo Magno ascese al trono dei Franchi, congiuntamente al fratello Carlomanno. Come per "L'ultimo romano", contemporaneamente al rilascio di questa espansione, gli Unni Bianchi sono stati aggiunti nella campagna imperiale.
Le fazioni giocabili sono:
- Regno di Carlo Magno
- Regno dei Dani
- Regno dei Longobardi
- Emirato di Cordova
- Regno di Mercia
- Regno delle Asturie
- Avari
- Vestfalia